# Mailbox Money
Mailbox Money è il nono mixtape ufficiale del rapper statunitense Nipsey Hussle, pubblicato nel 2014 attraverso la propria etichetta All Money In Records.

## Tracce
1. Killa – 4:41 – Wizzo, Ralo Stylez
2. A Hunnit a Show (featuring Rick Ross) – 2:40 – Hit-Boy
3. Status Symbol (featuring Buddy) – 5:22 – Drewbyrd
4. That's How I Knew – 4:52 – Sap, Kicken J
5. Count Up That Loot – 3:35 – Drewbyrd
6. Only a Case (featuring G.I. Joe & Conrad) – 3:41 – Scoop DeVille
7. Where Yo Money At (featuring Pacman) – 3:28 – Mustard
8. Between Us (featuring K Camp) – 4:16 – Ricci Riera, AxlFolie
9. Real Nigga Moves (featuring Dom Kennedy) – 2:57 – Mike & Keys, Uncle Dave, Rance (co-prod.)
10. Stay Loyal (featuring J. Stone) – 5:18 – Riera, AxlFolie, Rance (co-prod.)
11. A Miracle – 3:29 – Mike & Keys, DJ Khalil
12. No Nigga Like Me (featuring Trae Tha Truth) – 3:23 – Mike & Keys, Riera, AxlFolie
13. 50 Niggaz – 2:55 – Mike & Keys, Rance (co-prod.)
14. Be Here For A While (featuring Vernardo) – 4:38 – Polyester
15. Overtime – 4:39 – Ralo Stylez, Rance (co-prod.)

## Classifiche

### Classifiche settimanali
| Classifica (2014)         | Posizione massima |
| ------------------------- | ----------------- |
| US Heatseekers Albums     | 8                 |
| US Independent Albums     | 12                |
| US Top R&B/Hip-Hop Albums | 18                |